# عارف عبدالرزاق
عارف عبدالرزاق (انگلیسی: Arif Abd ar-Razzaq؛ ۱۹۲۱ – ۲۰۰۷) یک سیاست‌مدار اهل عراق بود.